# Afristivalius pirloti
Afristivalius pirloti är en loppart som först beskrevs av Smit 1958.  Afristivalius pirloti ingår i släktet Afristivalius och familjen Stivaliidae.

## Underarter
Arten delas in i följande underarter:
- A. p. pirloti
- A. p. angolae